# Comandante en jefe
Un comandante en jefe o comandante supremo es la persona que tiene el mando supremo del conjunto o de una parte significativa de las fuerzas armadas de una nación o, en ocasiones, de varias naciones aliadas. En la mayoría de los países este cargo es ejercido por el jefe de Estado o el jefe de Gobierno por intermedio del ministro de Defensa o similar, con ello se refuerza la noción de que es la autoridad civil y política la que está al mando de las fuerzas armadas. El término fue utilizado por primera vez por Carlos I de Inglaterra en 1639.

## Definición
El papel formal y el título de un gobernante al mando de las fuerzas armadas deriva de la figura del imperator de la Monarquía romana, la República y el Imperio romano, que poseía imperium (comando y otros poderes reales).
Se usó también durante la guerra civil inglesa. El jefe de Estado (monárquico o republicano) de una nación suele ocupar el cargo de comandante en jefe, incluso si el poder ejecutivo efectivo está en manos de un jefe de Gobierno separado. En un sistema parlamentario, la rama ejecutiva depende en última instancia de la voluntad de la legislatura; aunque la legislatura no emite órdenes directamente a las fuerzas armadas y, por lo tanto, no controla a las fuerzas armadas en ningún sentido operativo. Los gobernadores generales y los gobernadores coloniales también se designan a menudo comandante en jefe de las fuerzas militares dentro de su territorio.
Un comandante en jefe a veces se denomina "comandante supremo", que a veces se usa como un término específico. El término también se usa para los oficiales militares que tienen tal poder y autoridad, no siempre a través de una dictadura, y como subordinados (generalmente) a un jefe de Estado (ver generalísimo). El término también se utiliza para los oficiales que tienen autoridad sobre una rama militar individual, rama especial o dentro de un teatro de operaciones.

## Comandantes en jefe por país

### Albania
Según la Constitución de Albania, el presidente de la República de Albania es el comandante en jefe de las Fuerzas Armadas de Albania.

### Alemania
El caso de Alemania es el más curioso, ya que en tiempos de paz el título de comandante en jefe pertenece al ministro de Defensa. En tiempos de guerra el título pasa a manos del canciller federal de Alemania, el jefe de Gobierno.

### Argentina
En Argentina el comandante en jefe de las Fuerzas Armadas es el presidente de la Nación Argentina. Hasta el fin de la Revolución Argentina en 1973, el titular de cada fuerza armada, Ejército, Armada y Fuerza Aérea, tenía el cargo de comandante en jefe. Durante el tercer peronismo (1973-1976) cambió por comandante general. En el Proceso de Reorganización Nacional (1976-1983) el titular de cada fuerza armada era el comandante en jefe de la fuerza, al tiempo que era miembro de la Junta Militar. En 1983 el comandante en jefe en cada fuerza desapareció y el jefe del Estado Mayor General asumió la conducción suprema.

### Australia

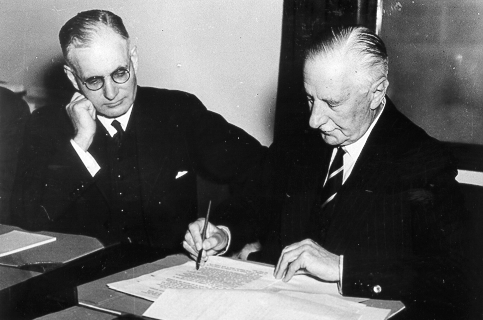
El gobernador general de Australia, el conde de Gowrie (derecha), firmando la declaración de guerra contra el Japón, acompañado por el primer ministro John Curtin (8 de diciembre de 1941)

En el capítulo II de la sección 68 titulada Mando de las fuerzas navales y militares, la Constitución de Australia establece que: 

El mando en jefe de las fuerzas navales y militares de la Commonwealth recae en el gobernador general como representante del rey.

En la práctica, sin embargo, el gobernador general no desempeña un papel activo en la estructura de mando de las Fuerzas Armadas (ADF), y el Consejo de Ministros (presidido por el primer ministro) controla de facto las ADF. El ministro de Defensa y varios ministros subordinados ejercen este control a través de la Organización Australiana de Defensa. El artículo 8 de la Ley de Defensa de 1903 establece: 

El ministro de Defensa tendrá el control general y la administración de la Fuerza de Defensa, y los poderes conferidos al jefe de la Fuerza de Defensa, al jefe de la Marina, al jefe del Ejército y al Jefe de la Fuerza Aérea en virtud de la sección 9, y las facultades conferidas conjuntamente al secretario y al jefe de la Fuerza de Defensa en virtud de la sección 9A, se ejercerán con sujeción a las instrucciones del ministro y de conformidad con ellas.

### Barbados
Según la Constitución de Barbados, el presidente de Barbados es el comandante en jefe de la Fuerza de Defensa de Barbados. Entre 1966 y 2021, antes de la transición a un sistema republicano, la monarca de Barbados, Isabel II, era la jefa de la Fuerza de Defensa, con el gobernador general de Barbados como su virrey. El presidente adoptó estos poderes.

### Bangladés
El comandante en jefe de las Fuerzas Armadas de Bangladés es el presidente, aunque el poder ejecutivo y la responsabilidad de la defensa nacional residen en el primer ministro de Bangladés. Ésta se ejerce a través del Ministerio de Defensa (Bangladés), dirigido por el ministro de Defensa, que proporciona el marco político y los recursos a las Fuerzas Armadas para que cumplan con sus responsabilidades en el contexto de la defensa del país.
La única excepción fue el primer comandante en jefe, el general M. A. G. Osmani, durante la guerra de liberación de Bangladés de 1971, que fue comandante de todas las Fuerzas de Bangladés, reincorporado al servicio activo por orden oficial del gobierno de BD, que tras la independencia se publicó en el boletín oficial en 1972. Se retiró el 7 de abril de 1972 y renunció a toda autoridad y deberes al presidente de Bangladés.

### Bélgica
El artículo 167 de la Constitución de Bélgica designa al rey como comandante en jefe. En la práctica, el jefe de Defensa es el jefe y comandante del Ejército belga. Depende directamente del ministro de Defensa y se encarga de asesorar al ministro, de la aplicación de la política de defensa y de la administración del departamento.

### Bielorrusia

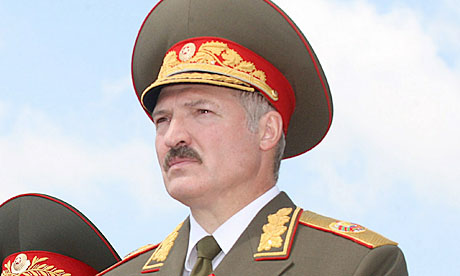
Presidente Alexander Lukashenko vistiendo el uniforme oficial de comandante en jefe de las Fuerzas Armadas de Bielorrusia

El presidente de Bielorrusia es el comandante en jefe de las Fuerzas Armadas de Bielorrusia (en bielorruso: Галоўнакамандуючы Узброенымі Сіламі Рэспублікі Беларусь). El comandante en jefe bielorruso tiene un uniforme oficial acorde con el rango, que el presidente viste en ocasiones oficiales y ceremonias relacionadas con el ejército. El papel del comandante en jefe está recogido en el artículo 28 de la Constitución de Bielorrusia, que establece que tiene autoridad para «nombrar y destituir al alto mando de las Fuerzas Armadas».

### Bosnia y Herzegovina

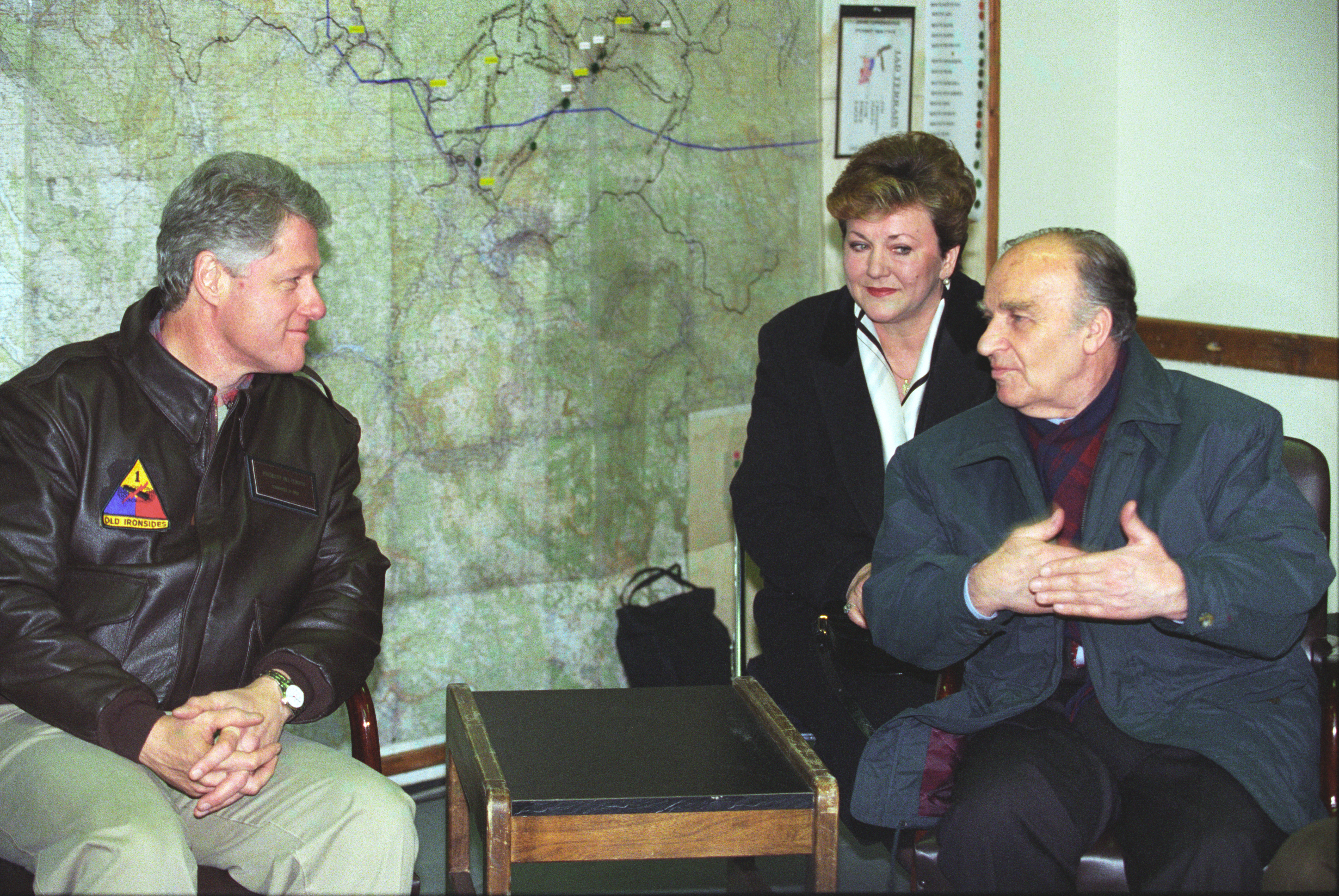
El presidente de la Presidencia de Bosnia y Herzegovina Alija Izetbegović (derecha) reunido con el presidente estadounidense Bill Clinton (izquierda) en 1997 en Tuzla.

Según la Constitución de Bosnia y Herzegovina, la Presidencia de Bosnia y Herzegovina colectiva es el comandante en jefe de las Fuerzas Armadas de Bosnia y Herzegovina. En la paz, el comandante en jefe ejerce su mando a través del ministro de Defensa. En guerra y en los casos en que el ministro de defensa no cumple órdenes, el comandante en jefe ejerce su mando directamente a través del jefe del Estado Mayor Conjunto.

### Canadá

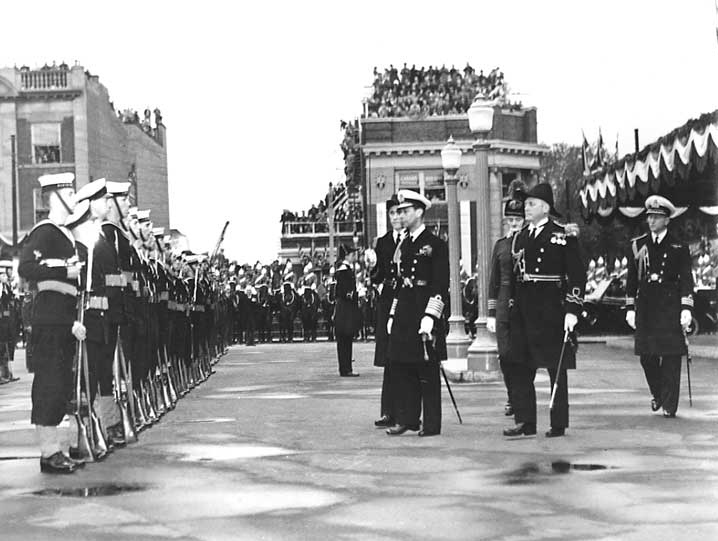
El rey Jorge VI inspecciona una guardia de honor de la Marina Real Canadiense durante la gira real de 1939 por Canadá

Los poderes de mando en jefe sobre las Fuerzas Armadas Canadienses corresponden al monarca canadiense, y se delegan en el gobernador general de Canadá, que también utiliza el título de comandante en jefe. En calidad de tal, el gobernador general tiene derecho al uniforme de oficial general, con el emblema del cargo y un trenzado especial en la bocamanga o las hombreras como insignias de rango.
Por convención constitucional, los poderes prerrogativos de la Corona sobre las fuerzas armadas y los poderes constitucionales como comandante en jefe se ejercen con el asesoramiento del primer ministro y el resto del Gabinete, el ministerio de gobierno que goza de la confianza de la Cámara de los Comunes. Según la Ley de Defensa Nacional, el ministro de Defensa Nacional es responsable y rinde cuentas ante el Parlamento de Canadá de todos los asuntos relacionados con la defensa nacional y las Fuerzas Armadas canadienses.

### Chile
En las Fuerzas Armadas de Chile, esta es la denominación que posee el oficial general de mayor antigüedad dentro de cada rama y que ostenta el mando máximo de la misma. Existen tres, nombrados por el presidente de la República: En el Ejército, en la Armada y en la Fuerza Aérea.
En las Fuerzas de Orden y Seguridad Pública de Chile, los máximos responsables tienen diferentes denominaciones: En Carabineros recibe el nombre de general director; en la Gendarmería, director nacional.
De acuerdo con la actual Constitución Política, el presidente de la República asume la jefatura suprema de las Fuerzas Armadas en caso de guerra.

### En Colombia
El comandante en jefe de las Fuerzas Militares y de la Policía Nacional, es el presidente de la República Gustavo Petro.

### En Cuba
La estructura de dirección de las Fuerzas Armadas Revolucionarias de Cuba parte del papel directivo del comandante en jefe. Este cargo fue desempeñado desde los tiempos del Ejército Rebelde hasta el 24 de febrero de 2008 por Fidel Castro. En la actualidad ejerce esta función Miguel Díaz-Canel, tras ser designado como presidente de Cuba el 19 de abril de 2018.

### En Ecuador
La máxima autoridad civil de las Fuerzas Armadas del Ecuador es el presidente de la República, Daniel Noboa, según la Constitución y la Ley de Defensa

### En España
En España, según el artículo 62 de la Constitución española, le corresponde al rey «el mando supremo de las Fuerzas Armadas» y la potestad de «conferir los empleos civiles y militares».
Asimismo, el papel del monarca en el ámbito militar es desarrollado principalmente por dos leyes. Por una parte, el artículo 2 de la Ley 39/2007, de 19 de noviembre, de la carrera militar, regula el empleo militar del rey: «El Rey tiene el empleo militar de capitán general del Ejército de Tierra, de la Armada y del Ejército del Aire, máximo rango militar que le corresponde en exclusiva como mando supremo de las Fuerzas Armadas». Por otra, la Ley de Defensa Nacional le otorga la presidencia del Consejo de Defensa Nacional, que tiene la obligación de informarle sobre los asuntos de defensa.
En cuanto a la forma de ejercer el cargo, el artículo 97 de la Constitución establece que: «El Gobierno dirige la política interior y exterior, la Administración civil y militar y la defensa del Estado», y el artículo 64 estipula que «Los actos del Rey serán refrendados por el Presidente del Gobierno y, en su caso, por los Ministros competentes». Esto significa que, si bien el monarca tiene el mando militar supremo, este lo ejerce a través del Gobierno, aunque es cierto que, como apuntan algunos autores, en casos extraordinarios —como el golpe de Estado del 23 de febrero de 1981— el rey puede actuar más allá de estos límites, con el objeto de restaurar el orden constitucional, una tesis tan apoyada como criticada.

### En Estados Unidos
En Estados Unidos, según la Constitución, tal grado también lo porta el presidente de la República, cargo ejercido por Donald Trump desde el 20 de enero de 2025.

### En Guatemala
En Guatemala, el presidente de la República Bernardo Arévalo es el comandante general del Ejército de Guatemala y oficial superior de mayor rango en la Policía Nacional Civil.

### En México
En México, la presidenta de la República en turno, la doctora Claudia Sheinbaum Pardo es la comandante suprema de las Fuerzas Armadas Mexicanas, integradas por el Ejército Mexicano, la Armada de México y la Fuerza Aérea Mexicana.

### En Nicaragua
En el caso de Nicaragua, el presidente de la República es quien ejerce el título de jefe supremo de las Fuerzas Armadas y de las Fuerzas del Orden y Seguridad Pública.

### En Perú
En el Perú, según el art. 167 de la constitución vigente, la presidenta de la República, Dina Boluarte es la jefa suprema de las Fuerzas Armadas (constituidas por el Ejército, la Marina de Guerra y la Fuerza Aérea) y de la Policía Nacional del Perú.

### En Uruguay
En la República Oriental del Uruguay, al presidente de la República le corresponde el mando superior de todas las Fuerzas Armadas del Uruguay.

### En Venezuela
El comandante en jefe de la Fuerza Armada Nacional Bolivariana es el presidente de la República Bolivariana de Venezuela, Nicolás Maduro.

### En Honduras
El comandante en jefe de las Fuerzas Armadas de Honduras es la presidenta de la República de Honduras, Xiomara Castro